# Omar (Film)
Omar, arabisch عمر, ist ein palästinensisches Filmdrama von Hany Abu-Assad aus dem Jahr 2013.

## Handlung
Der junge palästinensische Bäcker Omar und seine Freunde aus Kindertagen Tarek und Amjad sind Teil einer Gruppe, die die Befreiung Palästinas mit Gewalt durchsetzen will. Sie treffen sich zu Schießübungen und machen eines Tages ernst. Aus einem Hinterhalt erschießt Amjad einen Soldaten. Am nächsten Tag geht das Leben normal weiter. Omar backt Brötchen und versucht, mit Nadia zusammenzukommen. Nadia ist Tareks Schwester und Omar hat noch nicht den Mut aufgebracht, Tarek um seine Einwilligung zur Ehe zu bitten. Erschwerend kommt hinzu, dass auch Amjad Nadia liebt; die wiederum hat sich für Omar entschieden.
Die israelische Polizei will den Mörder des Soldaten fassen und verhaftet Omar. Nach Tagen der Einzel- und Dunkelhaft verrät sich Omar gegenüber einem Gefängnisspitzel, als er meint, niemals gestehen zu wollen. Omars Anwältin macht ihm klar, dass dies einem Geständnis gleichkommt und bis zu 90 Jahre Haft bedeutet. Omar willigt daher ein, als Spitzel für die Israelis zu arbeiten und ihnen innerhalb eines Monats den wahren Täter zu liefern. Aus dem Gefängnis entlassen erfährt er, dass die Israelis Tarek für den Mörder halten. Schnell ist klar, dass die Widerstandsgruppe einen Maulwurf unter sich hat. Der Verdacht fällt auf Omar, der bei einem neuen Anschlag beweisen soll, auf welcher Seite er steht. Ist er kein Verräter, würde Tarek der Heirat mit Nadia zustimmen. Omar erkennt unterdessen, dass Nadia an seiner Unschuld gezweifelt hat und während seiner Haftzeit Amjad als Vertrauten gewählt hatte. Omar ist enttäuscht von ihr. Die Gruppe findet unterdessen den Verräter: Hussam gibt zu, die Gruppe an die Israelis verraten zu haben, da sie ihm im Gegenzug einen Aufenthalt in Neuseeland versprochen haben. Hussam wird getötet. Tarek stimmt nun einer Heirat Omars mit Nadia zu; er selbst werde Amjad, der ebenfalls um Nadias Hand angehalten hat, seine Entscheidung mitteilen.
Omar will den Israelis, die die Auslieferung Tareks fordern, eine Falle stellen und vereinbart einen Treffpunkt mit ihnen in einem Café. Die Gruppe will die Israelis dabei in einen Hinterhalt locken und töten, wird jedoch selbst überraschend angegriffen. Im Kugelhagel sterben vier Gruppenmitglieder. Omar wiederum wird erneut gefangen genommen. In der Haft wird er misshandelt. Agent Rami, der seine erste Entlassung erwirkt hatte, gibt zu, dass ihm inzwischen die Hände gebunden sind. Omar bittet um eine letzte Chance. Aus Ramis Worten kann Omar schließen, dass die Israelis Geheimnisse von Nadia wissen und sie ans Tageslicht bringen würden, wenn er sie noch einmal enttäuscht. Er wird mit einer Fußfessel versehen und aus der Haft entlassen. Nadia weiß von keinen Geheimnissen, doch gibt Amjad im vertraulichen Gespräch zu, Nadia geschwängert zu haben. Sie müsse abtreiben, sonst seien beide verloren. Omar geht mit Amjad zu Tarek und berichtet ihm alles. Tarek versucht daraufhin, Amjad zu töten, doch erschießt dieser ihn im Handgemenge. Rami transportiert die Leiche ab; die Israelis haben nun ihre Rache und Omar und Amjad sind wieder freie Männer. Omar setzt sich nun für eine Heirat von Amjad und Nadia ein und gibt Amjad sein Erspartes für das Kind. Bei der Beisetzung Tareks bricht Omar mit Amjad, der trotz seiner Schuld zu Tränen fähig ist.
Zwei Jahre vergehen und andere Widerstandsgruppen beginnen, den Tod Tareks infrage zu stellen. Rami wiederum erscheint bei Omar, um ihn erneut zu einer Zusammenarbeit mit den Israelis zu erpressen. Omar besucht zum ersten Mal Nadia und erkennt, dass diese zum Zeitpunkt der Heirat nicht schwanger war, Amjad also alles nur getan hat, um Nadia zur Frau zu bekommen. Omar ist nun bereit, Amjad an die Israelis auszuliefern. Er stellt die Bedingung ihn selbst töten zu dürfen. Vor dem Treffen mit Rami, bei dem er die Waffe erhalten soll, schreibt Omar Nadia einen Brief, in dem er ihr alles berichtet. Sie bleibt konsterniert zurück. Bei der Waffenübergabe wiederum nutzt Omar Ramis Vertrauen aus, lässt sich die geladene Waffe von Rami geben und erschießt ihn.

## Produktion

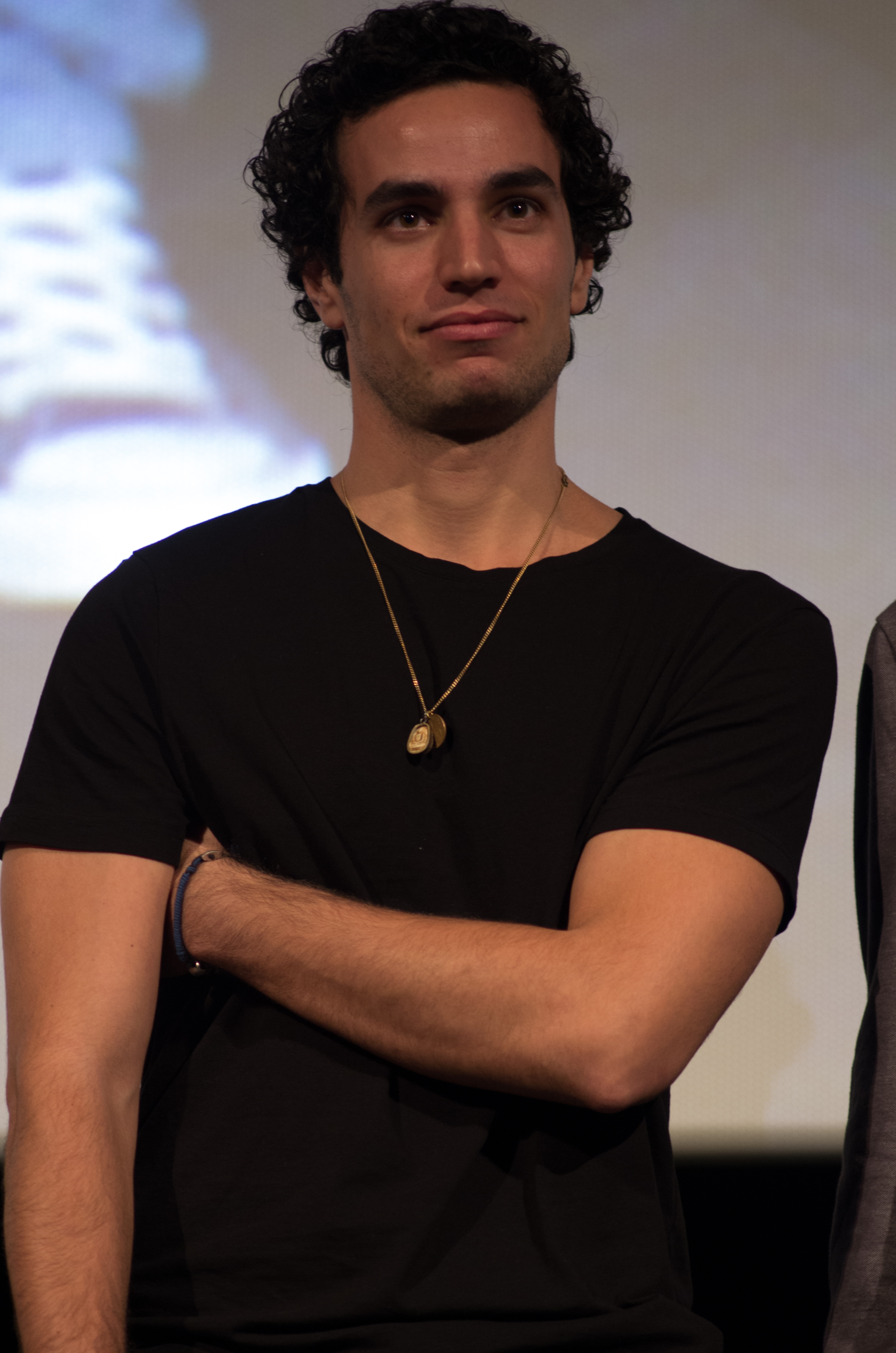
Adam Bakri bei der Premiere beim Toronto International Film Festival

Regisseur und Drehbuchautor Hany Abu-Assad schrieb das Filmskript in nur vier Tagen, wobei er auf seine eigenen Erfahrungen – er war sich sicher, dass bei Dreharbeiten zu seinem Film Paradise Now auch ein Spitzel am Set war –, die eines Freundes und die Berichterstattung in den Zeitungen zurückgriff. Die Dreharbeiten für Omar fanden in Nazareth, Nablus sowie im Flüchtlingslager Far’a zwischen Dschenin und Nablus statt. Die Kostüme schuf Hamada Atallah, die Filmbauten stammen von Yoel Herzberg und Nael Kanj.
Omar wurde am 21. Mai 2013 auf den Internationalen Filmfestspielen von Cannes uraufgeführt. Am 5. Oktober 2013 war der Film auf dem Filmfest Hamburg erstmals in Deutschland zu sehen.

## Auszeichnungen (Auswahl)
In Cannes gewann Omar 2013 den Jurypreis der Sektion Un Certain Regard. Im Jahr 2014 erhielt der Film eine Oscarnominierung in der Kategorie Bester fremdsprachiger Film. Es war nach Paradise Now der zweite palästinensische Film, der in dieser Kategorie nominiert wurde.
Auf dem Tromsø Internasjonale Filmfestival gewann der Film 2014 den Friedensfilmpreis. Auf dem polnischen Filmfestival Camerimage erhielt Kameramann Ehab Assal den Silbernen Frosch. Adam Bakri wurde 2015 für einen Chlotrudis Award als Bester Hauptdarsteller nominiert.